# Motu (Insel)

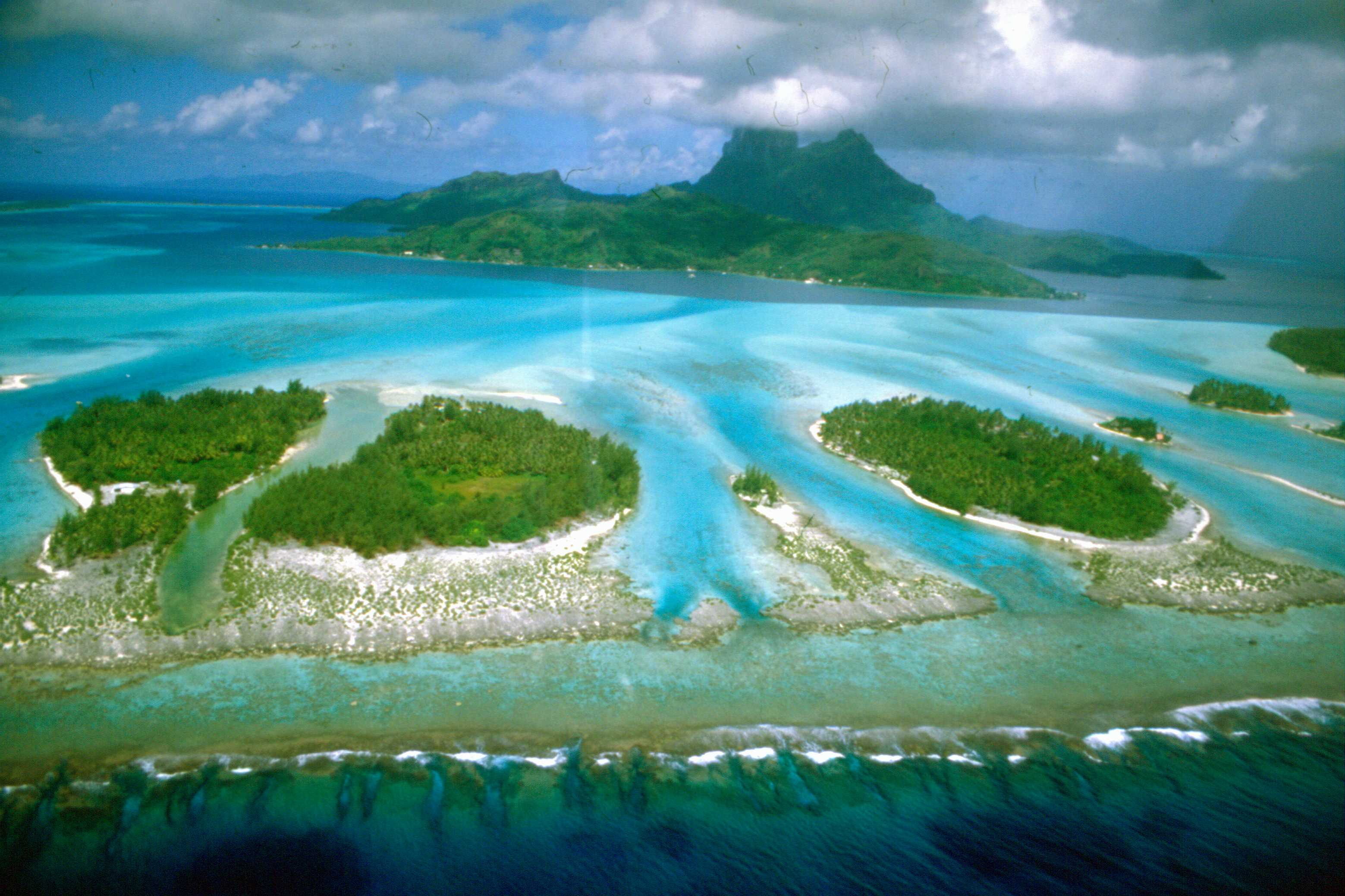
Bora Bora; vulkanische Zentralinsel mit vorgelagerten Motus

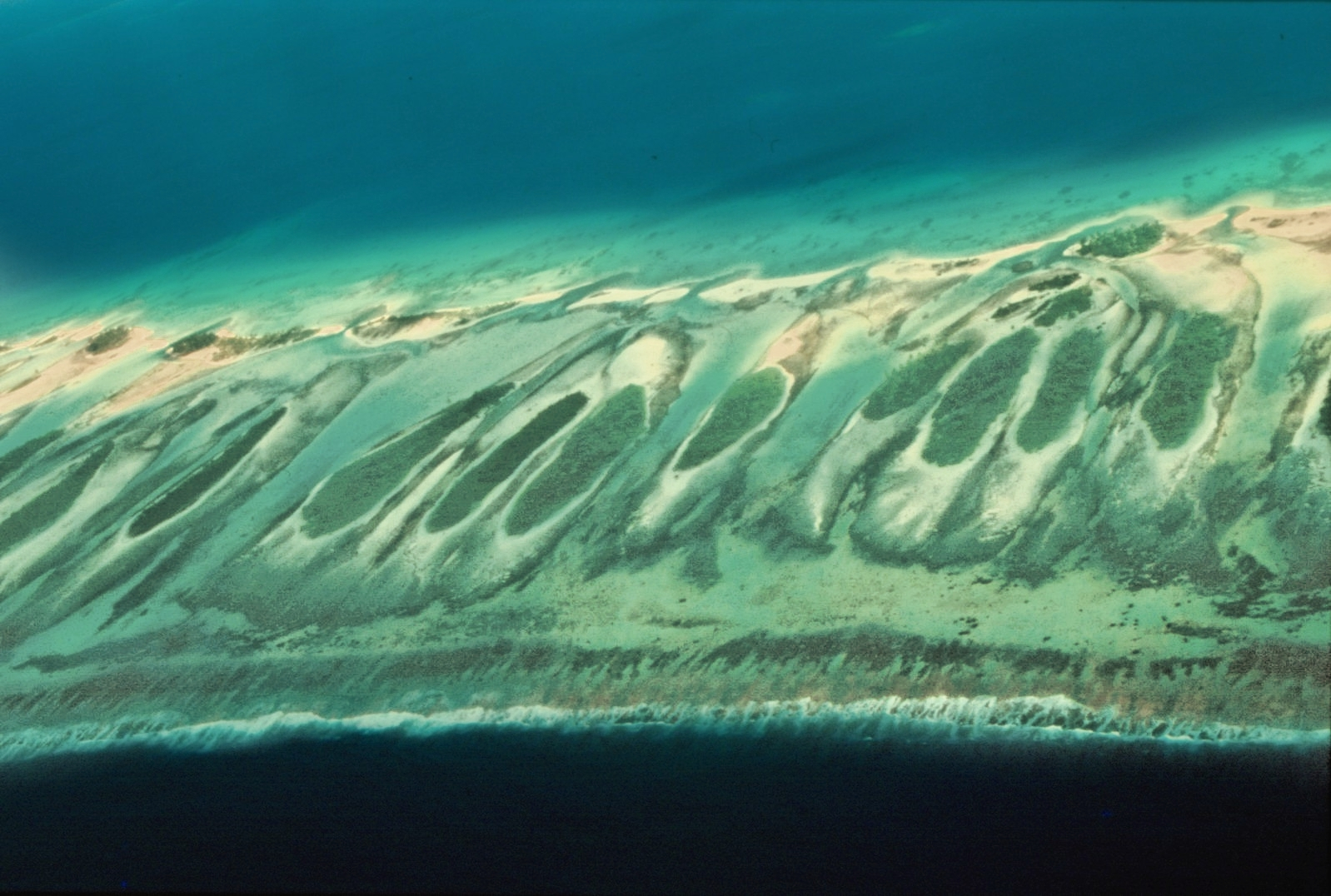
Eine Reihe von kleinen Motus auf dem Atoll Tikehau. Die Lagune liegt auf diesem Bild oben.

Motus (Singular Motu; polynesisch für Insel oder Eiland) nennt man die Riffinseln eines Atolls, die nur in tropischen Gewässern vorkommen. Der Begriff ist auf Polynesien und Melanesien beschränkt. Das klassische Atoll besteht aus einer vulkanischen Zentralinsel, umgeben von einem Korallenriff mit mehr oder weniger zahlreichen Motus unterschiedlichster Form und Größe. Sie sitzen dem Riff auf, erheben sich meist nur wenig über das Meeresniveau und bestehen aus Korallentrümmern und -sand. Motus sind mit Palmen oder anderer tropischer Vegetation bedeckt, Inseln ohne Bewuchs bezeichnet man in der Regel als Sandbank.

## Entstehung

Entstehung eines Atolls nach Charles Darwin

Die Entstehung der Motus ist eng mit der Entstehung der Atolle verbunden, über die sich Charles Darwin bereits im 19. Jahrhundert Gedanken machte. Während seines zehntägigen Aufenthaltes im Jahr 1836 auf der Insel Tahiti erstieg er die hinter der Stadt Papeete gelegene Anhöhe, die einen überwältigenden Anblick auf Moorea gewährt. Dort fiel ihm die Form der Insel mit der vulkanischen Zentralinsel und dem umgebenden Saumriff auf und er überlegte, wie diese charakteristische Form, die er auch bei anderen pazifischen Inseln beobachtet hatte, wohl zustande käme. In seinem 1842 erstmals erschienenen Buch: The Structure and Distribution of Coral Reefs (Die Struktur und Verbreitung von Korallenriffen), entwickelte er die Theorie, dass Atolle aus Saumriffen entstehen, die auf den Flanken einer zentralen Vulkaninsel wachsen. Im Laufe der Zeit schwindet die Insel durch Erosion und/oder Absinken des Meeresbodens oder Ansteigen des Meeresspiegels, gleichzeitig wächst das Korallenriff weiter nach oben.
Spätere Erkenntnisse bestätigten im Wesentlichen Darwins inzwischen mehr als 150 Jahre alte Theorie. 1950 wurden in Vorbereitung der Atombombentests auf dem seewärtigen Riff auf einer Riffinsel im Norden des Eniwetok-Atolls mehrere Tiefbohrungen vorgenommen, die bis in eine Tiefe von 1458 m reichten. Noch in 1350 m Tiefe trat Kalkstein zutage „reich an Korallen und verkrusteten Kalkalgen mit Fossilien in einer Geröllmatrix aus Sand und feinem Schlamm; Abdrücke von Weichtieren weit verbreitet“ (rich in corals and encrusting calcareous algae with fossils in a detrital matrix of sand and fine mud; molds of mollusks common) Da riffbildende Korallen in mehr als 100 Metern Tiefe nicht leben können, belegte das ein konstantes Wachstum der Riffe von Eniwetok über einen Zeitraum von 49 Millionen Jahren. Die heutige Form des Atolls beweist zudem das Absinken der Zentralinsel unter den Meeresspiegel.
Wenn der Meeresspiegel erreicht ist, hört das Höhenwachstum der Korallen-Kolonie auf und das Riff wächst in die Breite. An den äußeren Rändern setzt sich die Kalzifizierung fort, während die Korallenformation in der Mitte abstirbt. Es entsteht ein Saumriff, das normalerweise flach genug ist, um Meereswellen zu brechen, aber nicht so weit entwickelt, um ihr Vordringen in Richtung Küste zu verhindern.
Motus bestehen aus nicht konsolidiertem Karbonat-Sediment, das sich durch Wellen und Strömungen auf dem Riff ablagert, um schließlich einen geschlossenen Ring um die vulkanische Zentralinsel zu bilden. Die maximale Höhe, die Wellen erreichen wenn sie an der Küste brechen (der Wellenauflauf), bestimmt den maximalen Punkt der Sedimentablagerung und damit die Inselhöhe. Bei steigendem Meeresspiegel im Holozän nahmen Wassertiefe, Strömungsgeschwindigkeiten, Wellenhöhe und Wellenauflauf zu, was zu einer kontinuierlich steigenden maximalen Höhe der Sedimentablagerung führte, und damit zum Höhenwachstum des Inselkranzes. Nachdem sich die Sedimente auf der Inseloberfläche abgelagert hatten, wurden sie im Vegetationsgürtel eingeschlossen und verfestigt.
Die flachen Atolle des Pazifischen Ozeans werden bei Zyklonen und Tsunamis regelmäßig überspült. In dem nur wenige Meter hohen Riffkranz können durch den Wasserschwall Rinnen oder Aufbrüche entstehen, in denen bei Ebbe und Flut Wasser in die Lagune ein- und ausströmt. Der ständige Wasserstrom verbreitert und vertieft die Kanäle, sodass mit der Zeit dauerhafte Durchbrüche (Hoa) entstehen, die die Inseln separieren und zudem für einen regelmäßigen Wasseraustausch zwischen der Lagune und dem offenen Ozean sorgen. Hierdurch gleicht sich, trotz hoher Verdunstungsraten, der Salzgehalt der Lagune an, sodass ein reichhaltiges Unterwasserleben sowohl in den Tidenkanälen als auch innerhalb des Riffkranzes möglich wird.

## Beschaffenheit
Atollinseln, die in allen Phasen der Tide über dem Meeresspiegel liegen, sind morphologisch kohärente Ansammlungen von bioklastischen Sedimenten (Korallensand und/oder -schutt) an Rändern lebender Atollriffe. Die Sedimente, die von dem angrenzenden Riff herrühren, bestehen aus:
1. Korallenfragmenten, die durch mechanische Abrasion (zum Beispiel der Wellen) entstanden sind,
2. Sedimenten, die durch erodierende Organismen (zum Beispiel: Papageifische und Seeigel) entstanden sind, und
3. Skelettresten von kalkbildender Meeresfauna (zum Beispiel: Foraminiferen und Stachelhäuter).[9]

Motus können jede Größe und Form einnehmen und zeichnen sich durch eine geringe Höhe (typischerweise 2–5 m über dem mittleren Meeresspiegel), alkalische Böden, das Fehlen von Oberflächengewässern und eine begrenzte terrestrische Biota aus. Bei Atollen auf Meereshöhe sind die Inseln geologisch sehr jung, da sie sich während des mittleren bis späten Holozäns angesammelt haben. Trotz dieses erdgeschichtlich kurzen Zeitrahmens haben sich einige Inselsedimente zu Phosphatgestein, Beachrock und Strandkonglomerat verfestigt, die den Atollinseln eine gewisse Stabilität verleihen.
Eine wichtige Aufgabe für die Stabilisierung der Inseln haben auch die permanent wehenden Winde, die den Sand zu Dünen anhäufen und die Flächen somit dem beständigen Angriff der Wellen entziehen. Das Regenwasser versickert und sammelt sich auf dem dichteren Salzwasser. Es bildet sich eine Ghyben-Herzberg-Linse.
Motus sind nicht statisch, sie unterliegen einer beständigen Veränderung und passen ihre Form, Lage und Höhe kontinuierlich an die vorherrschenden Umweltbedingungen an. Stürme, saisonale Monsune oder anhaltende Veränderungen der küstennahen Strömungen verursachen unterschiedliche Erosion und/oder Sedimentansammlung an den Küsten der Riffinseln.

## Flora und Fauna
In diesem Stadium siedeln sich salzresistente Pionierpflanzen an. Auch sie stabilisieren die Landflächen. Die Samen verbreiten sich mithilfe der Vögel (angeklammert im Gefieder oder durch den Verdauungstrakt) und von Wind und Wellen. Kokosnüsse zum Beispiel können lange Zeit im Meer treiben und sich so über weite Strecken verbreiten. Zu den ersten Pflanzengemeinschaften zählen robuste Gräser der Gattung Lepturus und die Strandwinde Ipomoea pes-caprae. Vergrößern sich die Inseln, kommen Sträucher der Art Heliotropium arboreum, Scaevola taccata, und Pemphis acidula hinzu. Der Ring buschig wachsender Pflanzen bildet eine wirksame Barriere gegen die ständig wehenden Winde, die Salzspray über die Insel tragen. Nun können sich im inneren Bereich der Motus weitere Spezies – Sträucher und Bäume – ansiedeln. Das Biotop wird reichhaltiger und vielfältiger. Zu den am weitesten verbreiteten, indigenen Pflanzen auf pazifischen Inseln gehören: Pisonia grandis, Pandanus tectorius, Pemphis acidula, Scaevola taccata, Guettarda speciosa und Kokospalmen (Cocos nucifera). Die Flora der Motus gliedert sich in drei Vegetationsbereiche: den Strandbereich, den Strauchgürtel und das Inselinnere mit einer offenen Waldfläche.:151 Doch mittlerweile hat sich das Landschaftsbild zahlreicher Motus entscheidend gewandelt. Zur Zeit des Kopra-Booms im 19. und frühen 20. Jahrhundert haben Europäer die natürliche Vegetation großflächig gerodet und Kokosplantagen angelegt.
In manchen Fällen etablieren sich Tiere früher als Pflanzen. Pioniere auf Motus sind: Ohrwürmer (Dermaptera), Asseln (Isopoda), Fliegen (Brachycera), Käfer (Coleoptera) und Hundertfüßer (Chilopoda). Ihre Lebensbasis auf den kahlen Inseln ist der Nahrungsimport aus dem Meer, zum Beispiel in Form angeschwemmter organischer Abfälle. Auch Seevögel sind bedeutende Pioniere. Sie reichern über den Guano aus ihren Exkrementen den Boden mit Phosphaten an. Der Guano ist Lebensgrundlage von Milben, Asseln und Springschwänzen. Auch eine schmale Population von Landvögeln siedelt sich an, da Motus zunächst frei von Prädatoren sind.:148 Oft wandern Landkrabben (Coenobitidae, Grapsidae, Gecarcinidae) ein, die auf manchen Motus die dominierende Art bilden.
Säugetiere gehören nicht zu den altheimischen Arten (Idiochorophyten). Die Pazifische Ratte, die auf vielen Motus zu finden ist, wurde von den polynesischen Siedlern als Nahrungstier mitgeführt und hat sich mittlerweile ausgewildert. Hauskatzen und Schiffsratten haben die Europäer absichtlich oder unabsichtlich eingeführt, sie bilden mittlerweile eine ernsthafte Gefahr für die Vogelwelt.

## Klimawandel
Der globale Klimawandel mit einem zu erwartenden Anstieg des Meeresspiegels sowie einer Zunahme in der Stärke und Häufigkeit von Stürmen werden künftig eine Bedrohung für den Bestand der niedrigen Motus darstellen. Sie werden erhebliche Veränderungen in der Struktur der Riffinseln zur Folge haben und im Extremfall zum vollständigen Untergang einzelner Inseln führen. Aber Atollinseln sind dynamische Landformen, die ihre Größe, Form und Höhe ständig sich ändernden Umweltbedingungen anpassen, vor allem mit der Anlagerung von Sedimenten. Intakte Atollinseln können vertikal mit einer Geschwindigkeit anwachsen, die in etwa dem Anstieg des Meeresspiegels entspricht. Außerdem setzt ein Ansteigen des Meeresspiegels das Höhenwachstum der Riffe erneut in Gang. Die aus einem steigenden Meeresspiegel sich ergebenden Gefahren sind daher nicht alleine die Folge der geringen Höhe der Atollinseln, sondern beruhen vor allem darauf, dass die Prozesse, die für die Anlagerung von Sedimenten entscheidend sind, durch menschliche Einflüsse erschwert oder verhindert werden. Solche Gefahren könnten sein: Sandentnahme oder andere Eingriffe in den Küstenverlauf, gut gemeinter aber schlecht angepasster Küstenschutz, übermäßige Ressourcennutzung, Entwaldung, Bebauung und Versiegelung.
Wetteränderungen als Folge des Klimawandels, etwa die Zunahme von Zyklonen und Tsunamis, können zum häufigeren Überfluten der niedrigen Riffinseln führen. Allerdings haben sich solche Naturkatastrophen schon immer ereignet, insbesondere bei Atollen, die im Hurrikan-Gürtel des Pazifiks liegen. Sie fegen manchmal ganze Inseln kahl, doch die Flora und Fauna ist problemlos in der Lage, sich in Jahren oder Jahrzehnten zu regenerieren. Weitaus bedrohlicher sind solche Ereignisse für die menschlichen Siedlungen auf einigen Motus und den Bestand einiger Inselstaaten.